# Grootonia knighti
Grootonia knighti är en insektsart som beskrevs av Webb 1976. Grootonia knighti ingår i släktet Grootonia och familjen dvärgstritar. Inga underarter finns listade i Catalogue of Life.